# Доња Каменица
Доња Каменица је насеље у Србији у општини Књажевац у Зајечарском округу. Према попису из 2022. било је 146 становника (према попису из 1991. било је 484 становника). Налази се на левој обали Трговишког Тимока. У селу се налази Богородичина црква из прве четвртине XIV века, која је под заштитом републике Србије, као споменик културе од великог значаја.

## Историја
Током повлачења Бугара јуна 1913. године, попаљена су од стране истих и сасвим опљачкани (отерана стока) Књажевац и околна села, међу којима и Доња Каменица.

## Демографија
У насељу Доња Каменица живи 137 пунолетних становника, а просечна старост становништва износи 61,5 година (61,1 код мушкараца и 61,9 код жена). У насељу има 68 домаћинстава, а просечан број чланова по домаћинству је 2,13.
Ово насеље је великим делом насељено Србима (према попису из 2002. године), а у последња три пописа, примећен је пад у броју становника.
|  |

| Демографија | Демографија | Демографија |
| Година      | Становника  | Становника  |
| ----------- | ----------- | ----------- |
| 1948.       | 1.169       |             |
| 1953.       | 1.166       |             |
| 1961.       | 1.031       |             |
| 1971.       | 750         |             |
| 1981.       | 618         |             |
| 1991.       | 484         | 468         |
| 2002.       | 360         | 371         |
| 2011.       | 181         |             |
| 2022.       | 146         |             |

| Етнички састав према попису из 2002.‍ | Етнички састав према попису из 2002.‍ | Етнички састав према попису из 2002.‍ | Етнички састав према попису из 2002.‍ | Етнички састав према попису из 2002.‍ |
| ------------------------------------ | ------------------------------------ | ------------------------------------ | ------------------------------------ | ------------------------------------ |
|                                      |                                      |                                      |                                      |                                      |
| Срби                                 | Срби                                 |                                      | 353                                  | 98,05%                               |
| Роми                                 | Роми                                 |                                      | 7                                    | 1,94%                                |
| непознато                            | непознато                            |                                      | 0                                    | 0,0%                                 |

| Година пописа     | 1948. | 1953. | 1961. | 1971. | 1981. | 1991. | 2002. |
| ----------------- | ----- | ----- | ----- | ----- | ----- | ----- | ----- |
| Број домаћинстава | 268   | 273   | 270   | 217   | 193   | 155   | 149   |

| Број чланова      | 1  | 2  | 3  | 4  | 5  | 6 | 7 | 8 | 9 | 10 и више | Просек |
| ----------------- | -- | -- | -- | -- | -- | - | - | - | - | --------- | ------ |
| Број домаћинстава | 54 | 46 | 19 | 11 | 12 | 5 | 1 | 1 | 0 | 0         | 2,36   |

| Пол    | Укупно | Неожењен/Неудата | Ожењен/Удата | Удовац/Удовица | Разведен/Разведена | Непознато |
| ------ | ------ | ---------------- | ------------ | -------------- | ------------------ | --------- |
| Мушки  | 170    | 42               | 99           | 23             | 5                  | 1         |
| Женски | 173    | 22               | 96           | 50             | 5                  | 0         |
| УКУПНО | 343    | 64               | 195          | 73             | 10                 | 1         |

| Пол    | Укупно                    | Пољопривреда, лов и шумарство | Рибарство                            | Вађење руде и камена | Прерађивачка индустрија       |
| ------ | ------------------------- | ----------------------------- | ------------------------------------ | -------------------- | ----------------------------- |
| Мушки  | 46                        | 11                            | 0                                    | 1                    | 14                            |
| Женски | 25                        | 13                            | 0                                    | 0                    | 6                             |
| УКУПНО | 71                        | 24                            | 0                                    | 1                    | 20                            |
| Пол    | Производња и снабдевање   | Грађевинарство                | Трговина                             | Хотели и ресторани   | Саобраћај, складиштење и везе |
| Мушки  | 0                         | 5                             | 1                                    | 1                    | 2                             |
| Женски | 0                         | 0                             | 3                                    | 0                    | 0                             |
| УКУПНО | 0                         | 5                             | 4                                    | 1                    | 2                             |
| Пол    | Финансијско посредовање   | Некретнине                    | Државна управа и одбрана             | Образовање           | Здравствени и социјални рад   |
| Мушки  | 0                         | 0                             | 0                                    | 1                    | 0                             |
| Женски | 0                         | 0                             | 0                                    | 1                    | 0                             |
| УКУПНО | 0                         | 0                             | 0                                    | 2                    | 0                             |
| Пол    | Остале услужне активности | Приватна домаћинства          | Екстериторијалне организације и тела | Непознато            | Непознато                     |
| Мушки  | 4                         | 0                             | 0                                    | 6                    | 6                             |
| Женски | 0                         | 0                             | 0                                    | 2                    | 2                             |
| УКУПНО | 4                         | 0                             | 0                                    | 8                    | 8                             |

## Богородичина црква
Богородичина црква је подигнута у првој половини XIV века, као задужбина непознатог бугарског властелина. Грађевина је релативно малих димензија, али веома занимљиве архитектуре чијим се складним пропорцијама ствара утисак монументалности. Конзерваторски радови на живопису и архитектури црквице су окончани 1958. године, а она се данас налази под заштитом Републике Србије, као споменик културе од великог значаја.

## Галерија
- Куће око цркве
- Спомен чесма
- Школска зграда
- Дом културе
- Споменик НОБ-а
- Инфо центар ТО Књажевац
- Спомен плоча
- Поглед на Богородичну цркву са сеоског трга
- Богородична црква